# Parigné-sur-Braye
Parigné-sur-Braye – miejscowość i gmina we Francji, w regionie Kraj Loary, w departamencie Mayenne.
Według danych na rok 1990 gminę zamieszkiwały 554 osoby, a gęstość zaludnienia wynosiła 56 osób/km² (wśród 1504 gmin Kraju Loary Parigné-sur-Braye plasuje się na 818. miejscu pod względem liczby ludności, natomiast pod względem powierzchni na miejscu 1013.).